# Papel picado

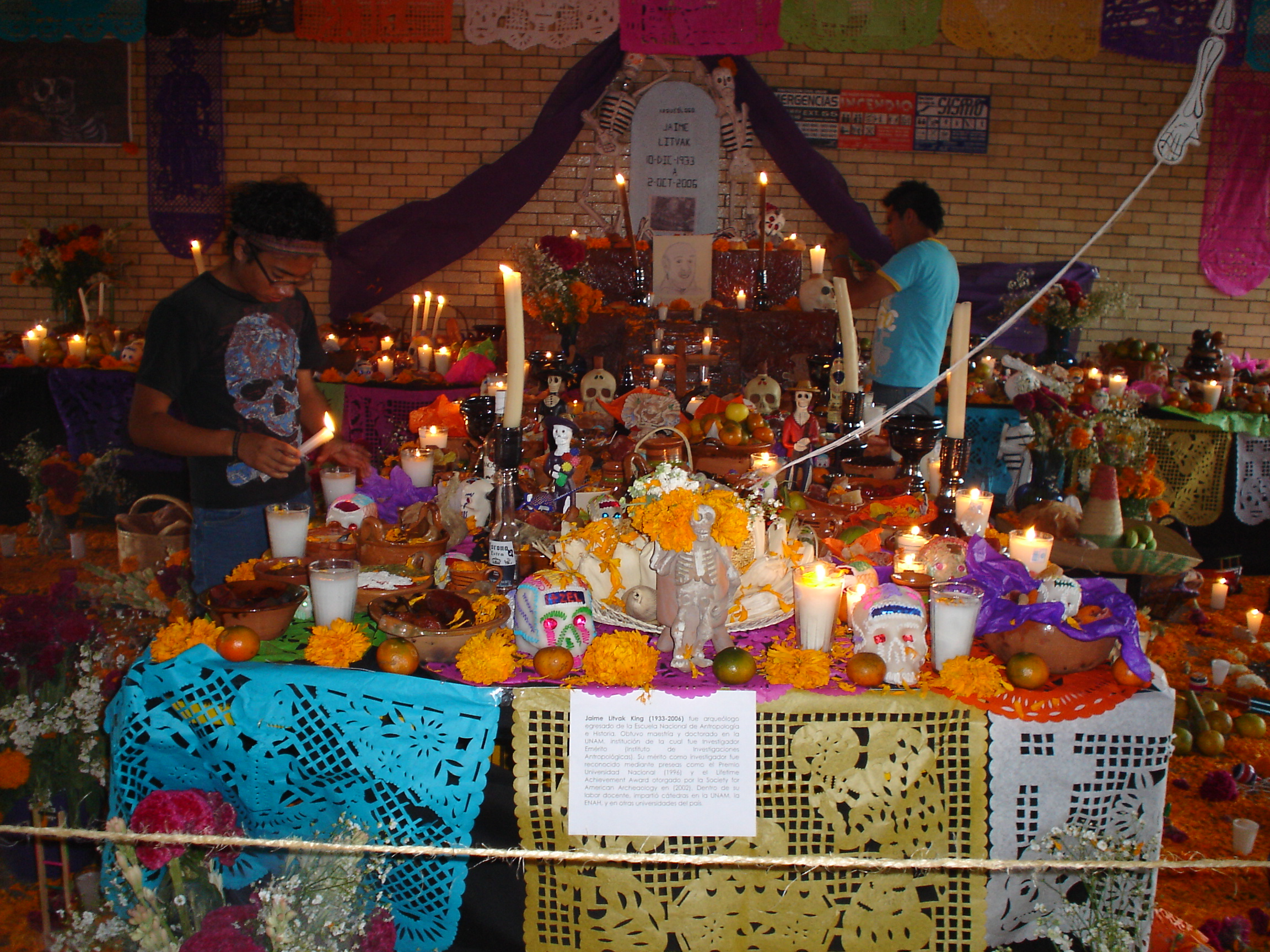
Ofrenda con decoración de papel picado

El papel picado es un producto artesanal mexicano que se utiliza en la decoración de festividades tanto en México como también en varios otros países en Latinoamérica. Su uso surgió en el siglo XIX durante la colonización, cuando en las tiendas de raya de Puebla se ofrecía como parte del pago de los peones. Para 1930, su venta se extendió a Tlaxcala y el centro del país.
Se trata de un papel de uso ornamental que suele estar presente en el Día de Muertos, las fiestas patrias, navideñas, bodas, fiestas de quince años y bautizos. 
La técnica para fabricarlo consiste en recortar figuras de manera artesanal, y se caracteriza por la alta densidad de los cortes en el papel. Los dibujos y las figuras tienen gran diversidad de tamaño, colores y diseños.

## Significado del papel picado
Se dice que el papel picado representa al aire, uno de los cuatro elementos que deben estar presentes en la ofrenda, cada papel picado tiene diferentes colores, los cuales se han ido adaptando a los tiempos.
Además de representar al viento en el altar, el papel picado tiene un significado especial dependiendo del color que posee:
Blanco: La pureza de los niños fallecidos.
Negro: El inframundo.
Naranja: Luto y respeto por los muertos (se cree que es el único color que los difuntos pueden identificar y que el resto de los colores no existen, todo es gris).
Morado: Es representación de la Iglesia católica, aunque se puede poner aunque no se profese dicha religión.
Azul: Fallecidos a causa del agua.
Rojo: Mujeres que murieron durante el parto y hombres que fallecieron en la guerra.
Verde: Muertos jóvenes.
Amarillo: Fallecidos ancianos o de edad avanzada.
Rosa: Nuestro país.

## Antecedentes
La influencia española en lo que ahora es México dio pie a la llegada de nuevos materiales: el papel utilizado para aludir a los dioses y espíritus dejó de ser el papel amate, supliéndolo por el papel de China. que se utilizaba para envolver las frágiles porcelanas que se dirigían hasta el norte del Valle de Española en lo que ahora es Nuevo México. Este papel, que a menudo llevaba los diseños estampados de cerámicas o bordados, se usó para varios tipos de manualidades, incluyendo las banderitas de papel picado.

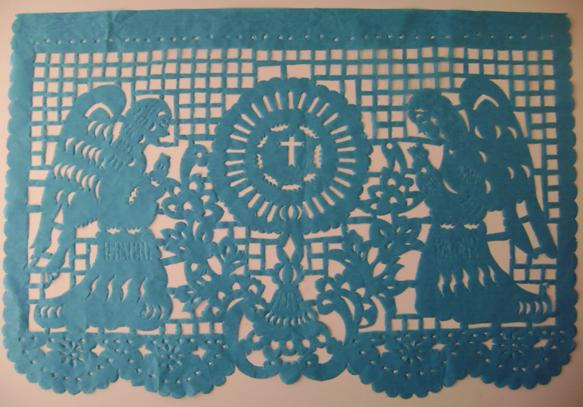
Adoración de ángeles ante Jesucristo Sacramentado

San Salvador Huixcolotla es un municipio del Estado de Puebla conocido por ser pionero en producir papel picado de gran tamaño y detalle. Otras regiones del estado de Puebla como San Martín Texmelucan, Zacapoaxtla, Tehuacán también son productoras de papel picado. El 22 de septiembre de 1998 el estado de Puebla publicó un decreto que declaraba Patrimonio Cultural del Estado de Puebla la artesanía del papel picado a mano que se elabora en el municipio de San Salvador Huixcolotla. Corroborando así el hecho de que Huixcolotla sea considerada la cuna del papel picado.

### Exportación a otros países
A pesar de ser una cultura en México por el día de muertos, el papel picado tiene su origen en el antiguo Imperio chino para ser comerciado con España y más tarde traído a México. En las últimas décadas ha sido llevado a Estados Unidos, principalmente dentro de los círculos artísticos chicanos. Algunos artistas contemporáneos que trabajan en los Estados Unidos han desarrollado técnicas para cortar obras maestras de papel picado únicas usando un cuchillo de arte y papel de calidad de archivo.

## Fabricación

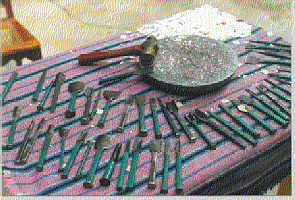
Juego de gubias.

Su fabricación es completamente manual y por lo tanto artesanal. El proceso comienza con el trazo de un dibujo original que se realiza en papel manila, que una vez colocado sobre las hojas de papel de China servirá de guía; el paquete se protege usando plástico transparente. Se trabajan paquetes de cincuenta a cien hojas engrapadas y sobrepuestas y con cinceles o gubias, un martillo y plancha de plomo se realizan los cortes.

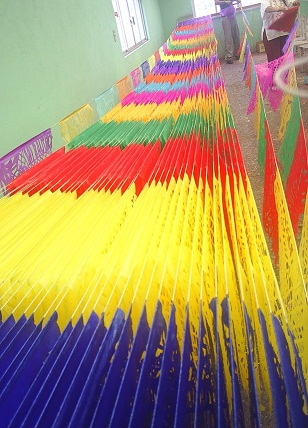
Pegado de banderas.

Una vez que el papel está picado, se separa y se pegan las hojas en hilos que pueden alcanzar más de cinco metros y se denominan guías, tiras o pasacalles. Estas, a su vez, se cuelgan en las calles los días de las fiestas patronales, en los techos de comercios y en los hogares como decoración. Los diseños pueden ser de grecas, flores, aves, leyendas y figuras alusivas a las celebraciones.
Con el tiempo, comenzaron a utilizarse materiales más resistentes como el plástico. Artistas como la mexicoamericana Herminia Albarrán Romero, han empleado el papel picado en su obra de papel picado y altares.

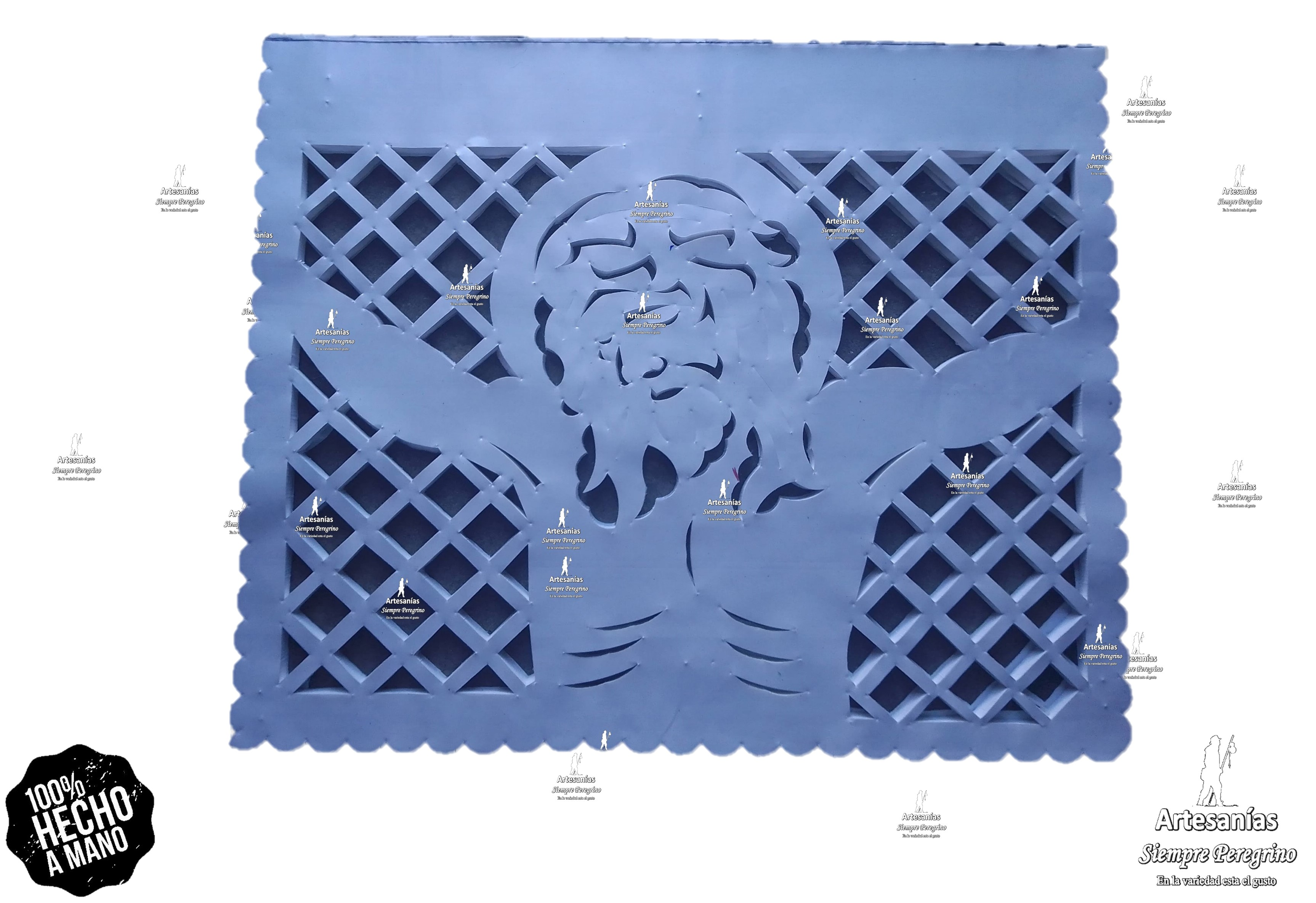
Papel Picado Cristo - Semana Santa

## Ejemplos de papel picado

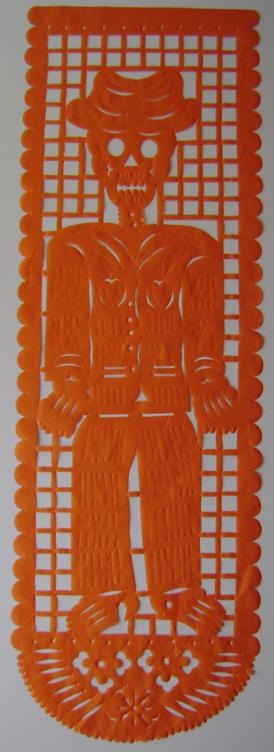
Calavera
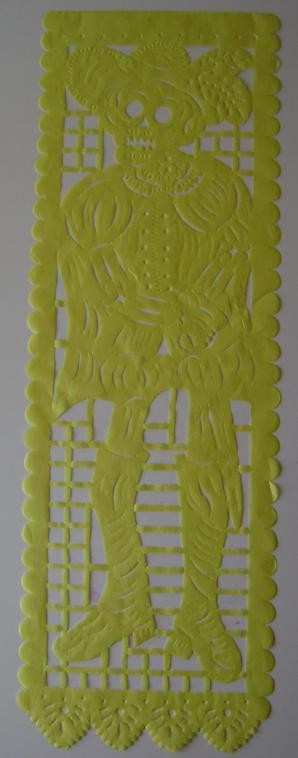
Don Juan Tenorio
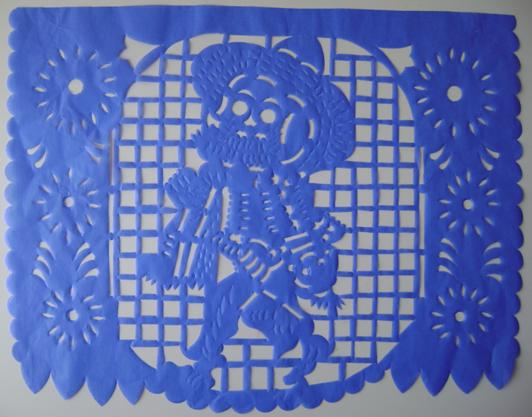
Calavera revolucionaria
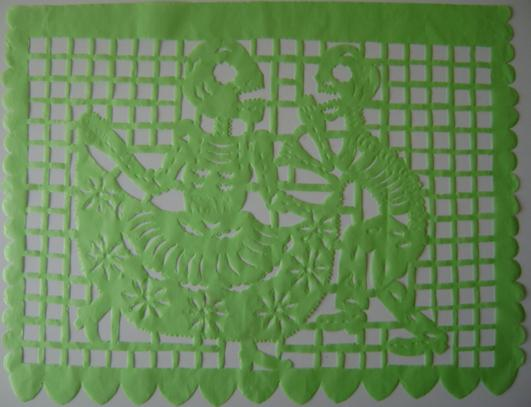
Calaveras bailando
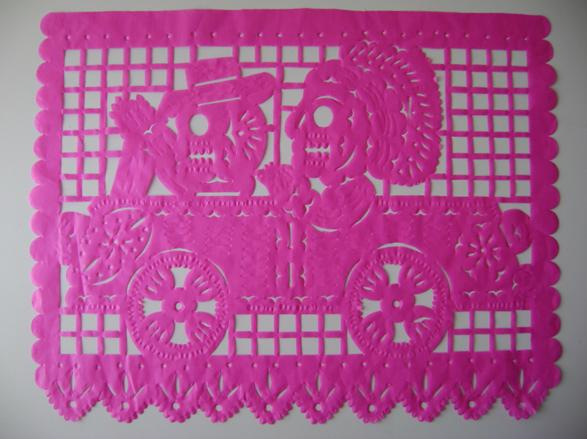
Calaveras en un auto
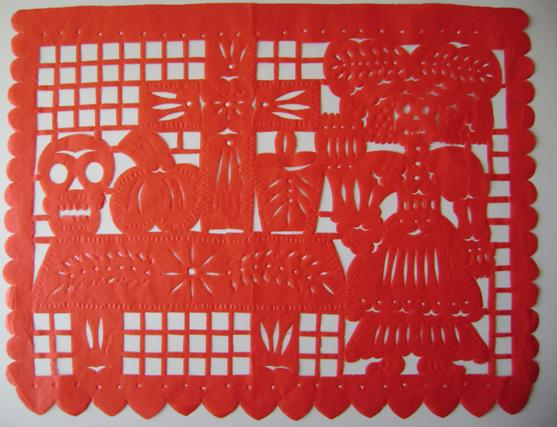
Altar de muertos y la Catrina
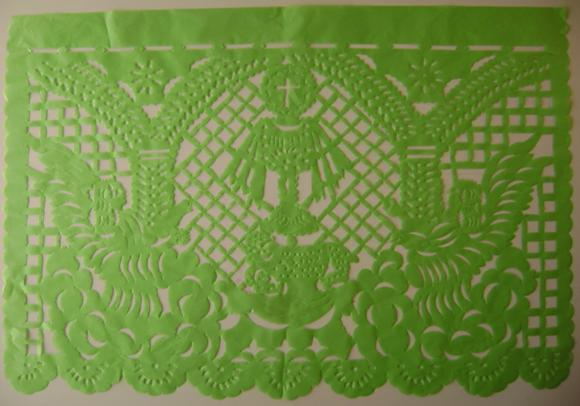
Adoración de dos ángeles a Cristo Sacramentado
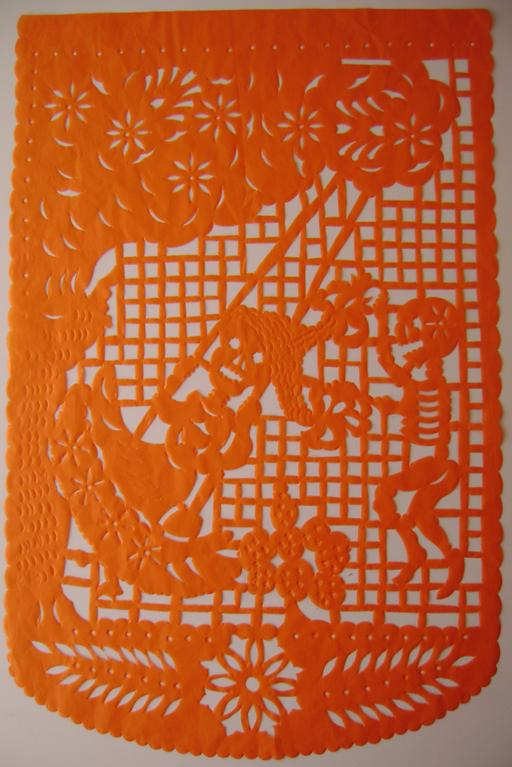
Calavera columpiándose y su novio la mece
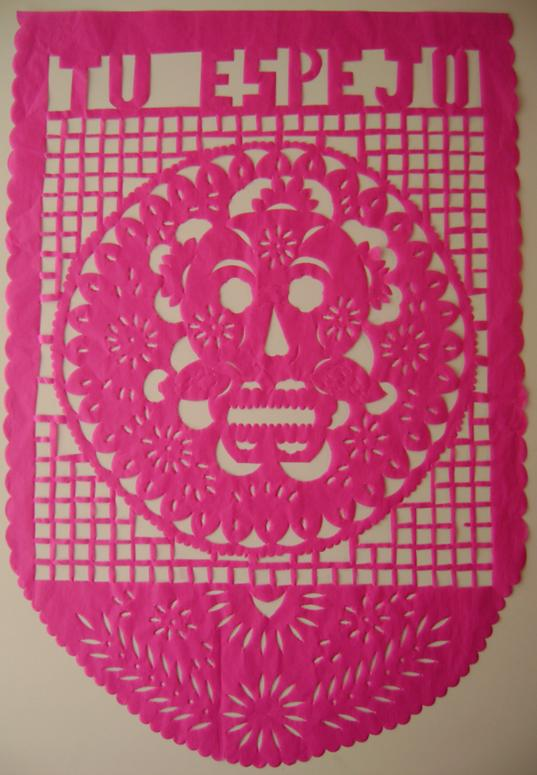
Espejo
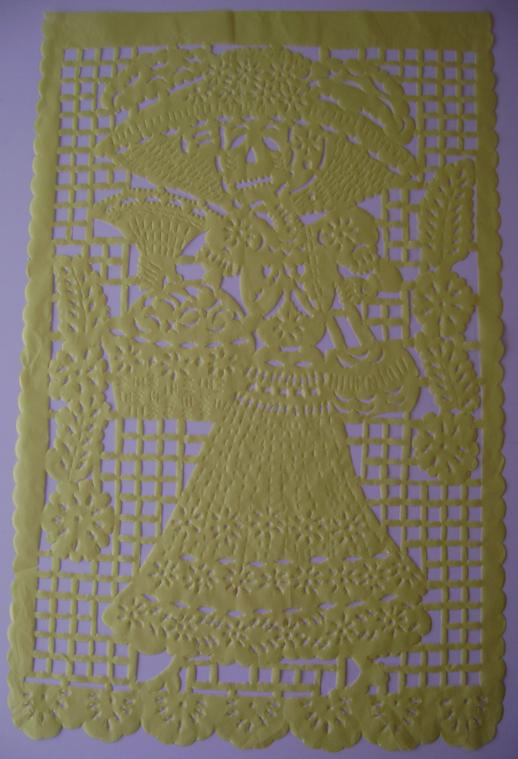
La Catrina
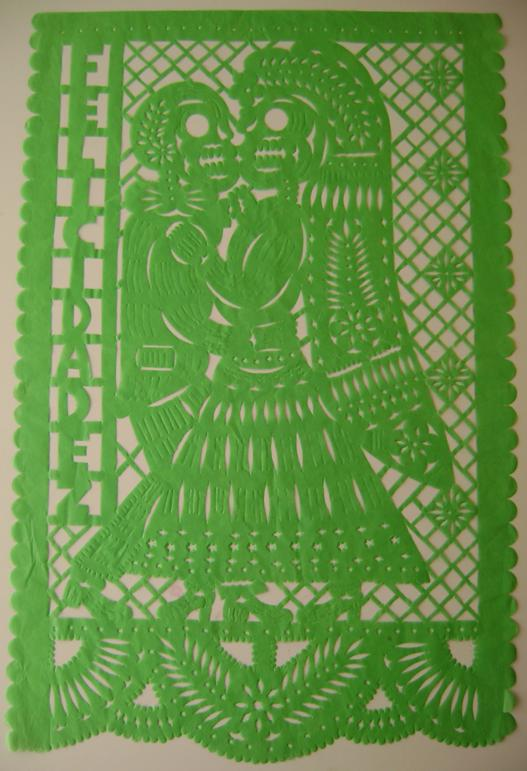
Recién casados bailando
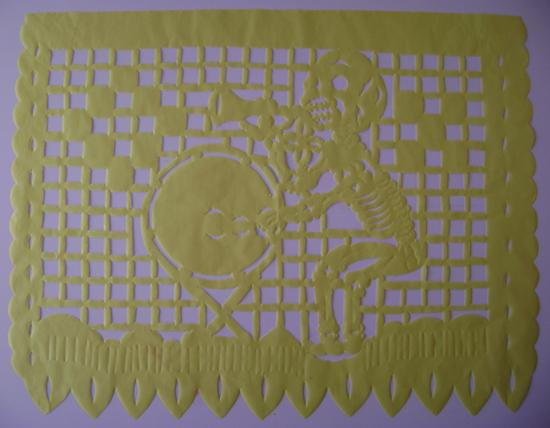
Calavera tocando la trompeta y la tambora
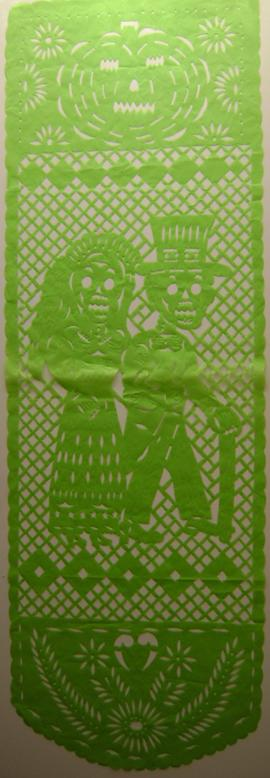
Esposos
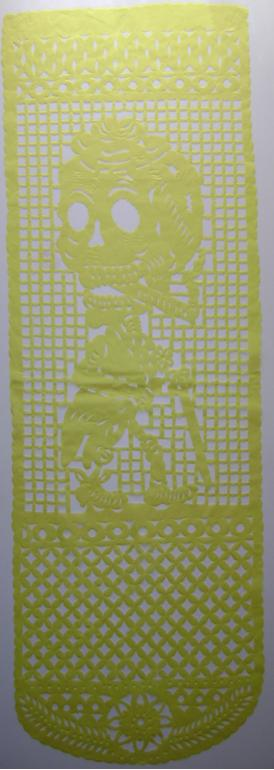
Catrina
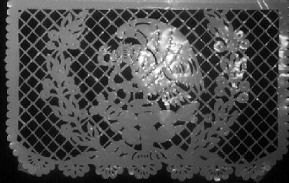
Escudo Nacional Mexicano
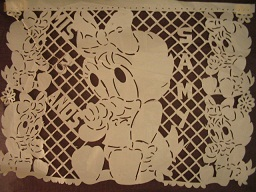
Trabajo especial
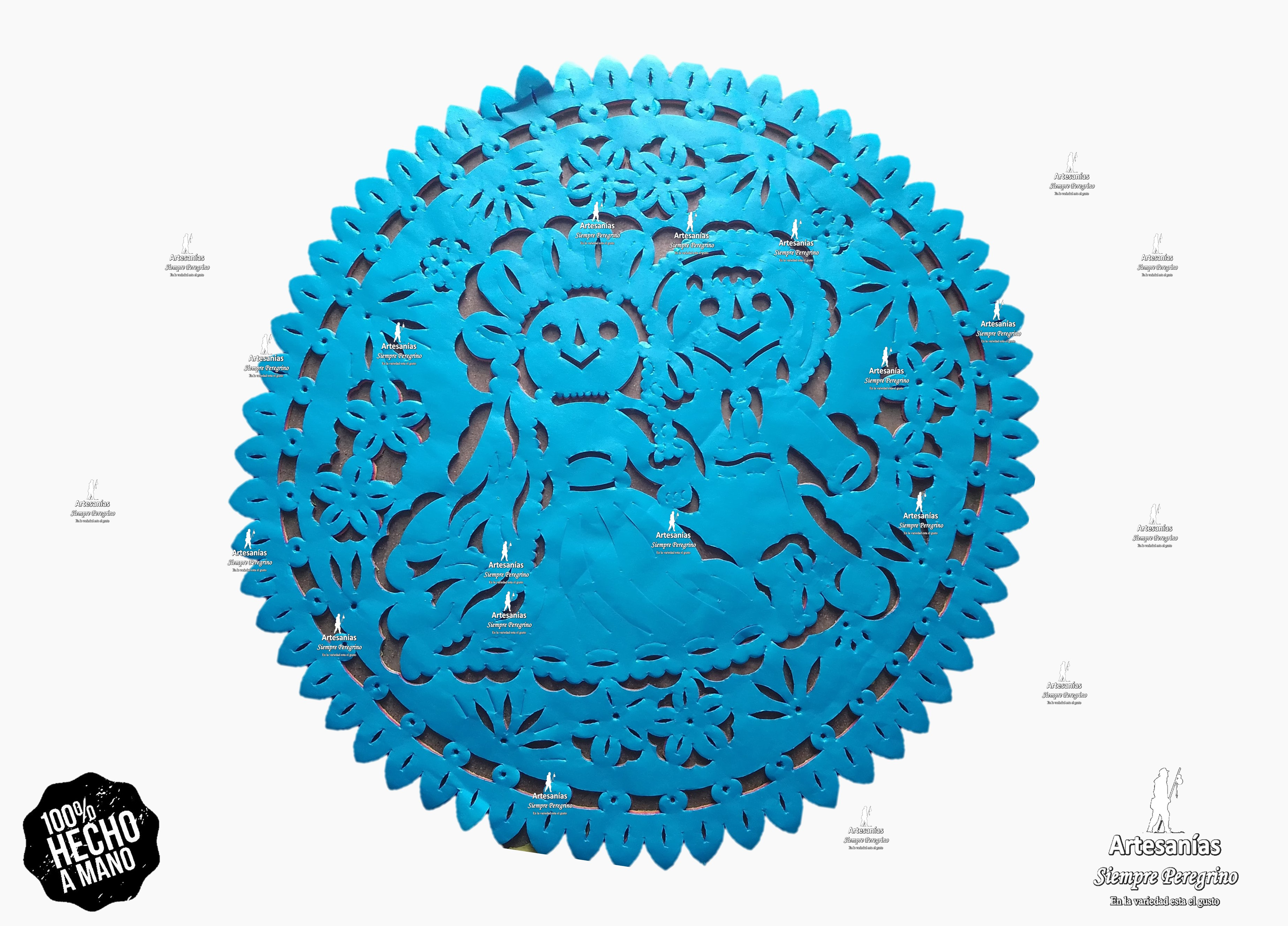
Papel Picado Maria Mazahua